# Бод (Румунія)
Бод (рум. Bod) — село у повіті Брашов в Румунії. Адміністративний центр комуни Бод.
Село розташоване на відстані 151 км на північ від Бухареста, 12 км на північ від Брашова.

## Населення
За даними перепису населення 2002 року у селі проживали 2011 осіб.
Національний склад населення села:
| Національність | Кількість осіб | Відсоток |
| -------------- | -------------- | -------- |
| румуни         | 1820           | 90,5%    |
| цигани         | 99             | 4,9%     |
| угорці         | 51             | 2,5%     |
| німці          | 41             | 2,0%     |

Рідною мовою назвали:
| Мова      | Кількість осіб | Відсоток |
| --------- | -------------- | -------- |
| румунська | 1922           | 95,6%    |
| угорська  | 47             | 2,3%     |
| німецька  | 42             | 2,1%     |